# Saint-Rimay
Saint-Rimay is een gemeente in het Franse departement Loir-et-Cher (regio Centre-Val de Loire) en telt 311 inwoners (1999). De plaats maakt deel uit van het arrondissement Vendôme.

## Geografie
De oppervlakte van Saint-Rimay bedraagt 7,3 km², de bevolkingsdichtheid is 42,6 inwoners per km².
De onderstaande kaart toont de ligging van Saint-Rimay met de belangrijkste infrastructuur en aangrenzende gemeenten.

## Demografie
Onderstaande figuur toont het verloop van het inwonertal (bron: INSEE-tellingen).